# Namaqualand
Namaqualand (afrikaans: Namakwaland) er en tør region i Sydafrika som strækker sig langs vestkysten over 1000 km og dækker et areal på 440.000 km². Det er delt i to dele af det lavere leje til floden Oranje, Little Namaqualand i syd og Great Namaqualand i nord. Little Namaqualand er en del af provinsen Northern Cape i Sydafrika, mens Great Namaqualand ligger i Kara i Namibia. Great Namaqualand er tyndt befolket af namaquaer, et khoikhoi–folk.
Namaqualand er meget populær blandt både lokale og internationale turister tidligt om foråret, da normalt tørre områder bliver dækket af farverige blomster.

## Eksterne links
- Namaqualands officielle hjemmeside
- Namaqualand